# Neoregelia mcwilliamsii
Neoregelia mcwilliamsii är en gräsväxtart som beskrevs av Lyman Bradford Smith. Neoregelia mcwilliamsii ingår i släktet Neoregelia och familjen Bromeliaceae. Inga underarter finns listade i Catalogue of Life.